# Catedral de Bagrati
La catedral de la Dormición o la catedral de Kutaisi, más conocida normalmente como la catedral de Bagrati (en georgiano: ბაგრატი; ბაგრატის ტაძარი, o Bagratis tadzari) es una catedral del siglo XI en la ciudad de Kutaisi, la región de Imereti, Georgia, incluida por la Unesco en la lista del Patrimonio de la Humanidad en 1994, junto con el monasterio de Gelati como una misma entidad. El 29 de julio, en la reunión del Comité de Patrimonio de la Humanidad de 2010, esta, junto al monasterio, fueron incluidas en la lista de Patrimonio de la Humanidad en peligro, expresando el Comité sus serias dudas sobre las intervenciones irreversibles realizadas como parte de un proyecto de reconstrucción. Sin embargo, en 2017 se la despojó de su estatus de Patrimonio de la Humanidad.
La catedral, ahora en ruinas, ha sido considerada una obra maestra de la arquitectura medieval georgiana. Un monumentos distintivo en el escenario de Kutaisi central, la catedral  descansa sobre la cima de la colina Uk’imerioni. Fue construida en los primeros años del siglo XI, durante el reinado de Bagrat III de Georgia debido a lo cual se la llama la catedral «Bagrati», esto es, la catedral de Bagrat. Una inscripción en la pared norte revela que el suelo se estableció en el año «chronicon 223», esto es, 1003. En 1692, fue devastada en una explosión por las tropas otomanas, que habían invadido el Reino de Imereti. El incidente causó que la cúpula y el techo se derrumbaran dejando a la catedral en su estado actual.
Las obras de conservación y restauración, así como los estudios arqueológicos, que comenzaron en 1952, todavía están llevándose a cabo. En 2001, la catedral fue devuelta a la iglesia ortodoxa georgiana. Ahora tiene un uso limitado para servicios religiosos, pero atrae a muchos peregrinos y turistas.  También frecuentemente es usado como un símbolo de la total ciudad de Kutaisi, siendo una de sus principales atracciones turísticas.

## Enterramientos
- Jorge I de Georgia